# 카일 본하이머
카일 본하이머(Kyle Bornheimer, 1975년 9월 10일 ~ )는 미국의 배우, 희극인이다.

## 출연 작품
- 결혼 이야기 (2019) - 테드 역
- 리틀 이블 (2017)
- 엔젤 프롬 헬 (2016)
- 그 규칙은 당신에게 적용되지 않아요 (2016)
- 웨스트월드: 인공지능의 역습 (2016)
- 헤일, 시저! (2016)
- 나, 그, 그녀 (2015, Me Him Her)
- 에이전트 카터 (2015)
- 디 트레인 (2015)
- 더 페밀리 툴즈 (2013)
- 빅 웨딩 (2013)
- 더 토너먼트 첼린지 첼린지드 (2012)
- 배철러레트 (2012)
- 퍼펙트 커플스 (2010)
- 스페이스 비트윈 (2010)
- 유 어게인 (2010)
- 내겐 너무 과분한 그녀 (2010)
- 블레이즈 오브 글로리 (2007)
- 스포케인 (2004)